# François Laplanche
François Laplanche, né le 3 mai 1928 à Saumur et mort le 12 avril 2009 à Saint-Barthélemy-d'Anjou, est un historien français, spécialiste de la pensée religieuse en France.
Diplômé de l'EPHE en sciences religieuses et docteur es lettres, directeur de recherche au CNRS, François Laplanche a tout particulièrement travaillé sur le protestantisme de l'édit de Nantes à sa révocation et sur l'évolution de la lecture de la Bible par les catholiques au fil de l'histoire.

## Publications

### Ouvrages
- L'Écriture, le sacré et l'histoire : le protestantisme français devant la Bible dans la première moitié du XVIIe siècle, Paris, Université de Paris, 1984.
- La Bible en France entre mythe et critique (XVIe – XIXe siècles), Albin Michel, 1994 (lire en ligne). Recension par François Lebrun dans la base Persée.
- La crise de l'origine : la science catholique des Évangiles et l'histoire au XXe siècle, Paris, Albin Michel, 2006. Recension dans la Revue d'histoire des religions.

### Édition
- Alfred Loisy, La crise de la foi dans le temps présent, texte inédit publié par F. Laplanche, 2010, Turnhout, Brepols.

### Ouvrages collectifs
- Les Sciences Religieuses, dans Dictionnaire du monde religieux dans la France contemporaine, tome 9, dir. F. Laplanche, 1997.
- Alfred Loisy, cent ans après autour d'un petit livre, Actes du colloque de mai 2003, dir. F. Laplanche, I. Biagioli et C. Langlois, 2007.